# Station Głogów
Station Głogów is een spoorwegstation in de Poolse plaats Głogów.